# Episodi di Perry Mason (quinta stagione)
La quinta stagione della serie televisiva Perry Mason è andata in onda negli Stati Uniti dal 2 settembre 1961 al 26 maggio 1962 sulla CBS.
| nº | Titolo originale                    | Titolo italiano               | Prima TV USA      | Prima TV Italia   |
| -- | ----------------------------------- | ----------------------------- | ----------------- | ----------------- |
| 1  | The Case of the Jealous Journalist  | Un giornale da salvare        | 2 settembre 1961  | 9 giugno 1993     |
| 2  | The Case of the Impatient Partner   | Doppio gioco                  | 16 settembre 1961 | 9 luglio 1991     |
| 3  | The Case of the Missing Melody      | Otto anni di attesa           | 30 settembre 1961 | 1967              |
| 4  | The Case of the Malicious Mariner   | Divieto di sosta              | 7 ottobre 1961    | 1963              |
| 5  | The Case of the Crying Comedian     | Un attore di successo         | 14 ottobre 1961   | 24 settembre 1991 |
| 6  | The Case of the Meddling Medium     | Facoltà medianiche            | 21 ottobre 1961   | 23 ottobre 1992   |
| 7  | The Case of the Pathetic Patient    | Diagnosi sbagliata            | 28 ottobre 1961   | 26 ottobre 1992   |
| 8  | The Case of the Traveling Treasure  | Alghe marine                  | 4 novembre 1961   | 1963              |
| 9  | The Case of the Posthumous Painter  | Le tre streghe                | 11 novembre 1961  | 30 settembre 1993 |
| 10 | The Case of the Injured Innocent    | Un motore rivoluzionario      | 18 novembre 1961  | 10 marzo 1991     |
| 11 | The Case of the Left-Handed Liar    | Il falsario                   | 25 novembre 1961  | 1º ottobre 1993   |
| 12 | The Case of the Brazen Bequest      | Un'imbarazzante eredità       | 2 dicembre 1961   | 10 settembre 1991 |
| 13 | The Case of the Renegade Refugee    | Criminale di guerra           | 9 dicembre 1961   | 28 ottobre 1992   |
| 14 | The Case of the Unwelcome Bride     | Sue Ellen                     | 16 dicembre 1961  | 30 ottobre 1992   |
| 15 | The Case of the Roving River        | Linea di confine              | 30 dicembre 1961  | 27 ottobre 1992   |
| 16 | The Case of the Shapely Shadow      | La segretaria                 | 6 gennaio 1962    | 1963              |
| 17 | The Case of the Captain's Coins     | Le monete del capitano        | 13 gennaio 1962   | 14 ottobre 1992   |
| 18 | The Case of the Tarnished Trademark | Un marchio prestigioso        | 20 gennaio 1962   | 10 giugno 1993    |
| 19 | The Case of the Glamorous Ghost     | Due piccoli appartamenti      | 3 febbraio 1962   | 1963              |
| 20 | The Case of the Poison Pen-Pal      | Lettere ad un'amica           | 10 febbraio 1962  | 1963              |
| 21 | The Case of the Mystified Miner     | La miniera abbandonata        | 24 febbraio 1962  | 25 luglio 1987    |
| 22 | The Case of the Crippled Cougar     | Incendio nel pozzo            | 3 marzo 1962      | 11 giugno 1993    |
| 23 | The Case of the Absent Artist       | Un mostro a due teste         | 17 marzo 1962     | 12 luglio 1993    |
| 24 | The Case of the Melancholy Marksman | Il fucile rubato              | 24 marzo 1962     | 15 luglio 1993    |
| 25 | The Case of the Angry Astronaut     | L'astronauta                  | 7 aprile 1962     | 1963              |
| 26 | The Case of the Borrowed Baby       | Un neonato per Perry          | 14 aprile 1962    | 5 luglio 1993     |
| 27 | The Case of the Counterfeit Crank   | Lo stravagante signor Dalgram | 28 aprile 1962    | 1963              |
| 28 | The Case of the Ancient Romeo       | Il duello                     | 5 maggio 1962     | 1963              |
| 29 | The Case of the Promoter's Pillbox  | Il soggettista                | 19 maggio 1962    | 21/7/87           |
| 30 | The Case of the Lonely Eloper       | Festa di compleanno           | 26 maggio 1962    | 9 luglio 1993     |

## Un giornale da salvare
- Titolo originale: The Case of the Jealous Journalist
- Diretto da: John English
- Scritto da: Samuel Newman

### Trama
- Guest star: James Neilson (Operative), Lee Giroux (lettore notiziario), Tom Harkness (giudice), Alex Bookston (Lewis), Irene Hervey (Grace Davies), Jan Merlin (Ralph Quentin), Linden Chiles (Joe Davies), Denver Pyle (Tilden Stuart), Bek Nelson (Miriam Coffey), Theodore Marcuse (Boyd Allison), Claire Griswold (Kerry Worden), Parley Baer (Seward Quentin), Paul Smith (barista), Frieda Inescort (Hope Quentin), Roxanne Arlen (Bonnie Mae), Dick Geary (ricercatore)

## Doppio gioco
- Titolo originale: The Case of the Impatient Partner
- Diretto da: Arthur Marks
- Scritto da: Adrian Gendot

### Trama
- Guest star: Chet Stratton (Charles Grant), Dan Seymour (Carlos Silva), Charles Stroud (impiegato di corte), Barney Biro (giudice), Ben Cooper (Frank Wells), Leslie Parrish (Vivian Ames), Wesley Lau (Amory Fallon), Lucy Prentis (Edith Fallon), Peter Adams (Ned Thompson), Mary Young (sig.ra Murdock), Cheerio Meredith (sig.ra Temple), Jack Betts (Bert Nichols), Paula Courtland (Margo)

## Otto anni di attesa
- Titolo originale: The Case of the Missing Melody
- Diretto da: Bernard L. Kowalski
- Scritto da: Jonathan Latimer

### Trama
- Guest star: Irving Mitchell (ministro/sacerdote), Dick Geary (detective), Jack Williams (giocatore), Tony Mafia (cameriere), Constance Towers (Jonny Baker), James Drury (Eddie King), Bobby Troup (Bongo White), Jo Morrow (Polly Courtland), Karl Held (David Gideon), Andrea King (Enid Markham), Walter Burke (Jack Grabba), Grant Richards (George Sherwin), Lorrie Richards (Midge Courtland), Crahan Denton (Templeton Courtland), Barney Kessel (Barney), Frederick Worlock (giudice), Owen McGiveney (Boyson), Lee Miller (sergente Brice), Phil Harron (giocatore)

## Divieto di sosta
- Titolo originale: The Case of the Malicious Mariner
- Diretto da: Christian Nyby
- Scritto da: Robert Leslie Bellem

### Trama
- Guest star: George Sawaya (Connor), Douglas Evans (capitano Wilson), Rollin Moriyama (Nagata), Roy Jenson (ufficiale), Sean McClory (Wenzel), Edward Binns (Charles Griffin), Roy Roberts (Arthur Janeel), Lee Farr (Jerry Griffin), Karl Held (David Gideon), Max Showalter (Frank Logan), Wesley Lau (tenente Anderson), Penny Edwards (Julie Abbott), Robert Armstrong (capitano Bancroft), Victor Sen Yung (Sheng), Tudor Owen (McLean), Robert Carson (capitano Lansing), George Ives (tenente Gregg), Robert Foulk (Vogel), Kenneth R. MacDonald (giudice), Pitt Herbert (medico autoptico), Gordon Kee (Panjong)

## Un attore di successo
- Titolo originale: The Case of the Crying Comedian
- Diretto da: Arthur Marks
- Scritto da: Robert C. Dennis

### Trama
Il comico Charlie Hatch è innamorato Anne Gilrain, una donna alcolizzata, moglie di Tom Gilrain. Questi ha fatto ricoverare la moglie in casa di cura, ma Anne ne è scappata. Charlie chiede consiglio a Perry Mason, ma non resta soddisfatto dei consigli di Perry. Poco dopo incontra Anne in un bar, lei gli conferma che era andata volontariamente nella casa di cura. Mentre discutono nel bar entra Tom: Tom è Charlie hanno un violento alterco e Charlie minaccia Tom di morte. Poco dopo Tom viene ucciso. Charlie teme che il colpevole possa essere Anne e cerca di sviare i sospetti della polizia, attirandoli su di sé. La sua teoria è che solo in rarissimi casi la polizia trova il colpevole dopo che il primo presunto colpevole viene dichiarato innocente. Perry deve fare del suo meglio per difendere Charlie.
- Guest star: Art Lewis (Emcee), Ray Dannis (Reese Lordan), Carl Milletaire (Bolin), Alan Reynolds (dottor Iverson), Tommy Noonan (Charlie Hatch), Jackie Coogan (Gunner Grimes), Gloria Talbott (Anne Gilrain), Sue Ane Langdon (Rowena), Med Flory (sergente McVey), Stacy Harris (Ed Brigham), Liam Sullivan (Tom Gilrain), John Gallaudet (giudice), Nestor Paiva (Nico), John Alvin (manager), Louis Mercier (Remy), Charles Stroud (impiegato di corte)

## Facoltà medianiche
- Titolo originale: The Case of the Meddling Medium
- Diretto da: Arthur Marks
- Scritto da: Samuel Newman

### Trama
- Guest star: James Forrest (Phillip Paisley), Lea Marmer (principessa Charlotte), James Chandler (sergente Bradley), S. John Launer (giudice), Virginia Field (Sylvia Walker), Kent Smith (dottor Arthur Younger), Mary La Roche (Helen Garden), Sonya Wilde (Bonnie Craig), Karl Held (David Gideon), Paul Smith (Michael Craig), Anne Carroll (Elaine Paisley), Andrija Puharich (dottor Puharich)

## Diagnosi sbagliata
- Titolo originale: The Case of the Pathetic Patient
- Diretto da: Bernard L. Kowalski
- Scritto da: Maurice Zimm

### Trama
- Guest star: Bill Erwin (medico autoptico), Percy Helton (Asa Cooperman), Wayne Heffley (Griff Roland), Maura McGiveney (sig.ina York), Skip Homeier (dottore Edley (Wayne Edley), Frank Cady (Joe Widlock / Hiram Widlock), Virginia Gregg (sig.ra Osborne), Richard Eastham (pubblico ministero Parness), Mort Mills (sergente Ben Landro), Peter Whitney (Roger Gates), Bek Nelson (Janice Edley), Ed Kemmer (Leslie Hall), Charles Irving (giudice), Wally Brown (sig. Morgan (Manager), Thomas Freebairn-Smith (Banning)

## Alghe marine
- Titolo originale: The Case of the Traveling Treasure
- Diretto da: Arthur Marks
- Scritto da: Robb White

### Trama
- Guest star: Tony Miller (Seaman), Frank Gerstle (Allen), Tom Harkness (giudice), Dick Geary (Seaman), Jeff York (Scot Cahill), Lisa Gaye (Rita Magovern), Arch Johnson (Karl Magovern), H. M. Wynant (Max), Vaughn Taylor (Prof. Sneider), Ron Kennedy (Ben Wylie), Jackie Searl (Leon Ulrich), Addison Richards (Smith), Baynes Barron (Charlie Bender), Hardie Albright (Jones), Richard Adams (Jaygee), Jim Drum (Autista di ambulanza), Nacho Galindo (messicano Bartender), Bob Whiting (assistente), Gil Frye (ufficiale di polizia), Lee Miller (sergente Brice), Lionel Dante (guardiano)

## Le tre streghe
- Titolo originale: The Case of the Posthumous Painter
- Diretto da: Bernard L. Kowalski
- Scritto da: Richard Grey

### Trama
- Guest star: Vera Marshe (donna), John McNamara (Robert Shelby), Paul Barselou (Resident), Don Lynch (vice), Stuart Erwin (Austin Durant), George MacReady (dottor Vincent Kenyon), Carol Eve Rossen (Linda Burnside), Lori March (Edna Culross), Karl Held (David Gideon), Wesley Lau (tenente Anderson), Jason Evers (Clint Miller), Britt Lomond (Jack Culross), James Griffith (Walter Hutchings), Nelson Leigh (giudice), Chuck Hamilton (Ispettore postale)

## Un motore rivoluzionario
- Titolo originale: The Case of the Injured Innocent
- Diretto da: Bernard L. Kowalski
- Scritto da: Paul Franklin

### Trama
Kirby Evans sta sviluppando un motore rivoluzionario per macchine da corsa, finanziato dal cognato Walter Eastman. Durante una prova il pilota Vincent Danielli esce di strada e resta paralizzato. Poco tempo dopo Danielli muore e Perry Mason deve difendere Eastman dall'accusa di omicidio.
- Guest star: S. John Launer (giudice), Noel Drayton (Ellis), Cindy Ames Salerno (segretaria), Pitt Herbert (medico autoptico), John Conte (Kirby Evans), Frank Maxwell (dottor Mooney), Audrey Dalton (Kate Eastman), Alejandro Rey (Vincent Danielli), Wesley Lau (tenente Anderson), Jess Barker (Walter Eastman), Linda Lawson (Erin Mooney), Phil Arthur (Ralph Townley), Raymond Bailey (dottor Bell), Lee Miller (sergente Brice)

## Il falsario
- Titolo originale: The Case of the Left-Handed Liar
- Diretto da: Jerry Hopper
- Scritto da: Jonathan Latimer

### Trama
- Guest star: Henry Hunter (sig. Baxter), Wallace Rooney (esperto calligrafico), Cynthia Patrick (donna Fencer), John Reach (poliziotto), Ed Nelson (Ward Nichols), Leslie Parrish (Veronica Temple), Les Tremayne (Bernard Daniels), Maggie Pierce (Casey Daniels), David Gideon (Karl Held), Wesley Lau (tenente Anderson), Dabbs Greer (Buzz Farrell), Alan Baxter (Eugene Houseman), Joan Banks (Rhonda Houseman), Richard Derr (dottor Harrison Berry), Kenneth R. MacDonald (giudice), Amzie Strickland (Clara Prentice), John Harmon (tecnico di laboratorio), Claude Stroud (Masters), Barbara Pepper (donna grassa), Lee Miller (sergente Brice)

## Un'imbarazzante eredità
- Titolo originale: The Case of the Brazen Bequest
- Diretto da: Arthur Marks
- Scritto da: Robert Leslie Bellem

### Trama
Charles Cromwell si sta preparando ad accettare una grossa donazione, da parte di James Vardon, per il college Euclide che dirige. Durante una festa in onore di Vardon, appare ubriaca Maisie Freitag, una vecchia amica di Charles che muore in ospedale poco dopo. Charles fa alcune indagini e scopre che dietro l'apparizione ubriaca di Maise c'è Robert Haskell, braccio destro di Vardon. Quando Haskell viene ucciso, Charles viene accusato dell'omicidio.
- Guest star: Morris Erby (Jonas), Frank Behrens (medico autoptico), Dick Geary (vice sceriffo), Herbert Lytton (impiegato motel), Phyllis Avery (Mary Cromwell), Alan Hewitt (dottor Marcus Tate), Karl Weber (Charles Cromwell), Mort Mills (sergente Landro), John Wilder (Dick Wilson), Barbara Stuart (Maisie Freitag), Strother Martin (Pete Gibson), Joseph Julian (vice D.A. Horner), William Allyn (Robert Haskell), Will Wright (James Vardon), James Millhollin (Prof. Grove), Charles Irving (giudice), Elvia Allman (Julia Slovak), Nelson Olmsted (dottor Hunterlin), Dick Whittinghill (Jerry), Ernest Sarracino (Rafael Sandoval), Sally Mills (infermiera Talbot), Charles Tannen (Cabby), Sandy Shaffer (ragazza del college)

## Criminale di guerra
- Titolo originale: The Case of the Renegade Refugee
- Diretto da: Bernard L. Kowalski
- Scritto da: Samuel Newman

### Trama
- Guest star: Victor Izay (sig. Jones), Robert Nash (colonnello), Lee Miller (sergente Brice), Jess Kirkpatrick (Lou Kouffman), Frank Overton (padre Paul), Dick Foran (Harlan Merrill), Paul Lambert (Lawrence Vander), John Sutton (Clifton Barlow), Karl Held (David Gideon), Ronald Long (Arthur Hennings), Wesley Lau (tenente Anderson), Jennifer Howard (Winifred Dunbrack), Donna Atwood (Phyllis Merrill), Denver Pyle (Emory Fillmore), John Gallaudet (giudice), William Boyett (Buck Osborne), Jon Lormer (medico autoptico), Jo Summers (sig.ina Gibsone)

## Sue Ellen
- Titolo originale: The Case of the Unwelcome Bride
- Diretto da: Gilbert Kay
- Scritto da: Helen Nielsen

### Trama
- Guest star: Ben Young (Cary Duncan), Willis Bouchey (giudice), Emile Meyer (agente di polizia Joe), George E. Stone (impiegato di corte), Torin Thatcher (Walter Frazer), Gerald Mohr (Medeci (Joe Medeci), Diana Millay (Sue Ellen (Sue Ellen Frazer), DeForest Kelley (Peter Thorpe), Alan Hale Jr. (Lon Snyder), Wesley Lau (tenente Anderson), Melora Conway (Amanda Thorpe), Bryan Grant (Gregson Frazer), Lee Miller (sergente Brice)

## Linea di confine
- Titolo originale: The Case of the Roving River
- Diretto da: Jerry Hopper
- Scritto da: Samuel Newman

### Trama
- Guest star: Ray Boyle (Neil Gilbert), Robert Lowery (Amos Bryant), Lewis Martin (giudice Libott), Sherwood Price (Ralph Ordway), Sarah Marshall (Judy Bryant), Bruce Bennett (Matt Lambert), Paul Fix (pubblico ministero), Philip Ober (Harvey Farrell), Karl Held (David Gideon), June Vincent (Cloris Bryant), J. Pat O'Malley (Seth Tyson), Harry Carey Jr. (Frank Deane), Kelly Thordsen (sceriffo Ward Vincent), Ed Prentiss (giudice Holmes)

## La segretaria
- Titolo originale: The Case of the Shapely Shadow
- Diretto da: Christian Nyby
- Scritto da: Jackson Gillis

### Trama
Quando Janice Wainwright, segretaria privata di Morley Theilman, scopre che il suo principale è sotto ricatto, va da Perry Mason a chiedere consiglio con una valigetta piena di dollari, che il suo principale gli ha ordinato di portare in una cassetta di sicurezza alla stazione. Mason accetta l'incarico convinto di dover gestire un caso di ricatto, ma la situazione si complica e dovrà difendere Janice dall'accusa di omicidio di Theilman.
- Guest star: John Zaremba (medico autoptico), Phil Arnold (Smitty), Bill McLean (Newsdealer), Hal Smith (Moulage Man), Robert Rockwell (Cole B. Troy), Dorothy Green (Carlotta Thielman), Elaine Devry (Janice Wainwright), Barbara Lawrence (sig.ra Thielman), Karl Held (David Gideon), George N. Neise (Morley Thielman), James T. Callahan (Fred Carlyle), Willis Bouchey (giudice), Ollie O'Toole (Dudley Roberts), Ray Hemphill (Henry Battle), Olan Soule (ufficiale azienda dell'acqua), John Dennis (tenente Sophia), Austin Green (meteorologo)

## Le monete del capitano
- Titolo originale: The Case of the Captain's Coins
- Diretto da: Arthur Marks
- Scritto da: Adrian Gendot

### Trama
- Guest star: Tom Palmer (Charles Noyman), Eddie Quillan (fotografo), Tafa Lee (sig.ra Ionescu), Will J. White (marinaio), Jeremy Slate (Phillip Andrews), Arthur Franz (Evans), Joan Patrick (Evelyn Farraday), Jay Novello (Nickolas Trevelian), Herbert Rudley (Ben Farraday), Wesley Lau (tenente Anderson), Parley Baer (Edward Farraday), Don Beddoe (Carter Farraday), Henry Beckman (Garth), Allison Hayes (Jane Weeks), Lauren Gilbert (Henry Cosgrove), Morris Ankrum (giudice), Lee Miller (sergente Brice)

## Un marchio prestigioso
- Titolo originale: The Case of the Tarnished Trademark
- Diretto da: Jerry Hopper
- Scritto da: Oliver Crawford e Maurice Zimm

### Trama
- Guest star: Frank Hagney (lavoratore), Lisa Davis (segretaria), Harry Strang (lavoratore), James Hansen (assistente/addetto), Karl Swenson (Axel Norstaad), Osa Massen (Lisa Pederson), Marie Windsor (Edie Morrow), Malcolm Atterbury (Maigret), Phillip Terry (Latham Reed), Wesley Lau (tenente Anderson), Dennis Patrick (Martin Somers), Morgan Woodward (Carl Pederson), Edward Norris (Sam Hadley), Francis DeSales (Floyd Chapman), S. John Launer (giudice), William Tracy (esercente motel), Tommy Farrell (negoziante), Thom Carney (poliziotto), Don Dillaway (Ramsey), Robert Ball (commesso), Stafford Repp (barista), Ted White (caposquadra)

## Due piccoli appartamenti
- Titolo originale: The Case of the Glamorous Ghost
- Diretto da: Arthur Marks
- Scritto da: Samuel Newman

### Trama
- Guest star: Jan Stine (ragazzo), Jon Lormer (dottor Oberon), Don McGovern (poliziotto), Judee Morton (ragazza), Mary Murphy (Eleanor Corbin), Jeanne Cooper (Ethel Belan), Ziva Rodann (Suzanne Granger), Merry Anders (Sadie Hepner), Douglas Dick (Walter Richie), Wesley Lau (tenente Anderson), Coleen Gray (Olga Jordan), Vinton Hayworth (Homer Corbin), Kenneth R. MacDonald (giudice), George E. Stone (impiegato di corte)

## Lettere ad un'amica
- Titolo originale: The Case of the Poison Pen-Pal
- Diretto da: Arthur Marks
- Scritto da: Maurice Zimm

### Trama
- Guest star: Diana Darrin (sig.ra Thatcher), Marshall Reed (ufficiale), Sherry Hass (impiegato di corte), John McKee (Woodfern), Everett Sloane (procuratore distrettuale), Patricia Breslin (Karen Ross), Douglas Henderson (Peter Gregson), Bert Freed (Carl Holman), Wright King (Lee Gregson), Joan Tompkins (Florence Holman), Kathryn Givney (Wilma Gregson), Naomi Stevens (Agnes), Charles Cooper (Ben Willoughby), Harry Jackson (Matt Clark), Paul Genge (ispettore Wade), John Litel (giudice), Chrystine Jordan (Sandra Gregson), Diane Mountford (Jill Thatcher), Richard St. John (medico autoptico), Walter Kelly (chirurgo), Kathy Huber (infermiera)

## La miniera abbandonata
- Titolo originale: The Case of the Mystified Miner
- Diretto da: Francis D. Lyon
- Scritto da: Jackson Gillis

### Trama
- Guest star: Pitt Herbert (medico autoptico), Leonard P. Geer (assistente di stazione), Martin Dean (ragazzo), Howard Redman (ragazzo), Kathie Browne (Susan Fisher), Josephine Hutchinson (Amelia Corning), Carlos Rivas (Alfredo Gomez), Bartlett Robinson (Endicott Campbell), Sheila Bromley (Elizabeth Drew), Wesley Lau (tenente Anderson), John Gallaudet (giudice), Stanja Lowe (Sophia Elliott), Louise Lorimer (Cindy Hastings), Patrick Thompson (Carlton Campbell), Michael Harvey (Ken Lowry), Helen Brown (Charlotte Jackson), Maidie Norman (cameriera), Robert J. Stevenson (Myrton Abert), Christian Pasques (ragazzo)

## Incendio nel pozzo
- Titolo originale: The Case of the Crippled Cougar
- Diretto da: Jesse Hibbs
- Scritto da: Bob Mitchell

### Trama
- Guest star: Willis Bouchey (giudice), Tom Fadden (guardiano), Florence Wyatt (Grace Keith), Shary Marshall (ragazza al banco di accettazione), Bill Williams (Mike Preston), John Howard (Hugh Jamison), Rita Lynn (Lydia Reynolds), Mort Mills (sergente Landro), Noah Keen (Harlow Phipps), John Bryant (Arnold Keith), Simon Scott (Elliott Dunbar), Abigail Shelton (Paula Hamilton), Joe Benson (vice)

## Un mostro a due teste
- Titolo originale: The Case of the Absent Artist
- Diretto da: Arthur Marks
- Scritto da: Robert C. Dennis

### Trama
- Guest star: Patrick Waltz (impiegato di corte), Mabel Rea (ragazza), Marshall Kent (uomo), Wes Bishop (Agnew), Zasu Pitts (Daphne Whilom), Mark Roberts (Gabe Phillips / Otto Gervaert), Richard Erdman (Charles (Monty) Montrose), Victor Buono (Alexander Glovotsky), Jay Barney (Harry Clark), Wesley Lau (tenente Anderson), Arlene Martel (Fiona Cregan), Wynn Pearce (Pete Manders), Pamela Curran (Leslie Lawrence), Carl Don (Myer), Lane Bradford (Arnold Buck), Bill Zuckert (giudice), Barney Phillips (Newburgh), Ann Staunton (donna)

## Il fucile rubato
- Titolo originale: The Case of the Melancholy Marksman
- Diretto da: Jerry Hopper
- Scritto da: Robb White

### Trama
- Guest star: John Straub (dottore), John Harmon (Expert), Betsy Hale (Betty Chase), S. John Launer (giudice), Paul Richards (Ted Chase), Jeff Donnell (Sylvia Dykes), Mari Blanchard (Irene Chase), William Schallert (Len Dykes), Ann Rutherford (Ellen Chase), Wesley Lau (tenente Anderson), Peter Baldwin (Tony Benson), Jesse White (Cecil), Edward Ashley (Charles Vale), Cindy Robbins (Mabel Richmond), Jon Lormer (esaminatore medico), Shari Lee Bernath (Ann Chase)

## L'astronauta
- Titolo originale: The Case of the Angry Astronaut
- Diretto da: Francis D. Lyon
- Scritto da: Samuel Newman

### Trama
- Guest star: Richard Grant (Gordon Kendall), Robert Casper (Bruce Young), Tom Harkness (giudice), Ned Roberts (Sewell), James Coburn (generale Addison Brand), Robert Bray (Matthew Heller), Jeanne Bal (Linda Carey), Patricia Donahue (Bonnie Winslow), Steve Brodie (Eddie Lewis), Wesley Lau (tenente Anderson), Paula Raymond (Terry Faye), John Marley (Matthew Owen), Dick Geary (assistente/addetto)

## Un neonato per Perry
- Titolo originale: The Case of the Borrowed Baby
- Diretto da: Arthur Marks
- Scritto da: Jonathan Latimer

### Trama
- Guest star: Gregory Morton (dottor Paul Hogarthy), Hugh Marlowe (Jarvis Baker), Nellie Burt (Hollie Cosgrove), Kaye Elhardt (Ginny Talbot), Charles Stroud (impiegato di corte), Kenneth R. MacDonald (giudice), Sara Taft (sig.ra Leander Kendrick), Joan Petrone (Lenora Graves), Maria Palmer (Florence Wood), Corey Allen (Lester Menke)

## Lo stravagante signor Dalgram
- Titolo originale: The Case of the Counterfeit Crank
- Diretto da: Jerry Hopper
- Scritto da: Robert Leslie Bellem

### Trama
- Guest star: John Hubbard (Joseph Tayback), Barney Biro (giudice), Paul McGuire (vice Turner), Russ Bender (vice Bowman), Otto Kruger (August Dalgran), Jeanette Nolan (Martha Blair), Don Dubbins (Kenneth), Connie Hines (Sandra), John Larkin (Jay Fenton), Burt Reynolds (Chuck Blair), Michael King (Don Morley), William Woodson (dottor Jackman), Paul Langton (Bertram Telford), Charles Irving (giudice), S. John Launer (giudice), William Keene (sportellista della banca), David Saber (Joe Fanning)

## Il duello
- Titolo originale: The Case of the Ancient Romeo
- Diretto da: Arthur Marks
- Scritto da: True Boardman

### Trama
- Guest star: Donald Curtis (Amos Martin), Willis Bouchey (giudice), Rosemary Day (Helen Finney), Stafford Repp (Shipping Agent), Jeff Morrow (Franz Lachman), Rex Reason (Steve Brock), Harry Von Zell (Phil Scharf), Patricia Huston (Claire Adams), Antoinette Bower (Ellen Carson), Wesley Lau (tenente Anderson), K. T. Stevens (Margit Bruner), Kendrick Huxham (Kelvin MacRae), Robert Cornthwaite (Carl Bruner), Charles Stroud (impiegato di corte)

## Il soggettista
- Titolo originale: The Case of the Promoter's Pillbox
- Diretto da: Jesse Hibbs
- Scritto da: Peter Martin

### Trama
- Guest star: Ivan Dixon (Parness), Michael Fox (medico legale), Chuck Webster (Gustavson), Kitty Kelly (Ethel Mowry), Geraldine Brooks (Miriam Waters), Dianne Foster (Nelly Lawton), George Mathews (Mike Flint), Ben Cooper (Davis Crane), Linden Chiles (Herbert Simms), Wesley Lau (tenente Anderson), John Lasell (Charles Corby), Edmon Ryan (Jerome Stokes), John Gallaudet (giudice), Geraldine Wall (sig.ra Simms), James O'Hara (Kelsey), Danielle Aubry (Alice), Dan Seymour (Markett), George Conrad (Chico)

## Festa di compleanno
- Titolo originale: The Case of the Lonely Eloper
- Diretto da: Arthur Marks
- Scritto da: Robert C. Dennis

### Trama
- Guest star: Ralph Reed (messaggero), John Zaremba (dottor Wales), Maurice Wells (dottore), Pepper Curtis (Guest), Jack Ging (Danny Pierce), John Dall (Julian Kirk), Jana Taylor (Merle Telford), Joan Staley (Gina Gilbert), Jorja Curtright (Olive Langley), Paul Tripp (Howard Langley), Billy Halop (Corbett), Kenneth R. MacDonald (giudice), Carole Anderson (Margo Stevens), Holly Harris (moglie del dottore)